# Diocesi di Haderslev
La diocesi di Haderslev (in danese: Haderslev Stift) è una diocesi della chiesa di Danimarca. La sede vescovile è presso la cattedrale di Nostra Signora, ad Haderslev, nel Syddanmark, Danimarca. Il vescovo attuale è Marianne Christiansen (dal 12 maggio 2013).

## Storia
La diocesi è stata fondata nel 1922 scorporandone il territorio dalla diocesi di Schleswig, rimasta tedesca anche dopo il trattato di Versailles. La diocesi comprende anche le congregazioni danesi nello Schleswig meridionale, in Germania.

## Vescovi di Haderslev
- Ove Waldemar Ammundsen : 1923~1936
- Carl Wulff Noack : 1936~1955
- Frode Beyer : 1956~1964
- Thyge Vilhelm Kragh : 1964~1980
- Olav Christian Lindegaard : 1980~1999
- Niels Henrik Arendt : 1999~2013
- Marianne Christiansen : 2013~